# Frédéric Haas
Pour les articles homonymes, voir Haas.
Frédéric Haas, né le 14 mars 1843 à Sierentz et mort le 23 mai 1915 à Paris 17e, est un diplomate français

## Biographie
Après une licence en droit, il est avocat à la cour d'appel de Colmar.
Diplomate en Inde, où il occupe divers postes, conseiller auditeur à la Cour d’Appel de Pondichéry en 1877, puis juge à Saint-Barthélemy, directeur de l'intérieur de l'Inde française en 1881, chargé du cadastre de l'Inde française en 1883.  Il a offert au musée Guimet, en juillet 1884 des bois de chars indiens représentant diverses divinités hindoues, qu’il avait acquis en Inde, à Srirangam (Tamil Nadu), alors qu’il était en poste à Pondichéry.
Il a été chargé, le 20 février 1885, du vice-consulat de Mandalay, capitale de la Birmanie. Le 1er juin 1885, Frédéric Haas obtient de la part du roi Thibaw, la signature d’une concession de chemin de fer pour l’établissement d’une ligne Mandalay-Toungoo , ainsi qu’un accord pour l’établissement d’une banque d’état. Mais il semble que le consul ait outrepassé les ordres de la métropole et, dès octobre 1885 il est rappelé à Paris. Frédéric Haas offre au musée Guimet divers objets à son retour. 
Il commence une carrière de diplomate en Chine avec la charge de vice-consul de France à Han Kéou en 1885. Il est nommé consul de 1re Classe en 1889. Les consuls tentent en vain de donner des conseils aux négociants et commerçants français qui manquent d’initiative et de savoir-faire. Le poste de Chongqing est établi à sa demande après une tournée commerciale de tous les grands centres industriels de France ;  En 1895, Haas met sur pied les premières missions commerciales. Une expédition est organisée à l'invitation de Frédéric Haas, alors consul à Hankou, la chambre de commerce de Lyon envoie Ulysse Pila en tant qu'organisateur et commissaire délégué. Des délégués d'autres villes et d'autres secteurs industriels sont invités, pour atteindre un total de treize membres de l'expédition. Partis de Marseille en septembre 1895 et arrivés à Saigon un mois plus tard, ils parcourent toute la Chine durant deux ans. À leur retour, ils publient un ouvrage et de nombreux rapports techniques, qui seront largement exploités par les soyeux lyonnais;  Haas est nommé Consul de Chongqing en 1895, il met sur pied la mission Baux chargée d’étudier les gisements pétrolifères du Sichuan. Il est remplacé à Chongqing par Pierre-Rémi Bons d'Anty en 1900. Frédéric Haas, qui a mis sur pied la première mission lyonnaise en 1895, puis celle de Saint-Étienne, est de nouveau sollicité de 1899 à 1902 pour participer à la deuxième mission lyonnaise. Il est mis en retraite en 1904 (ministre plénipotentiaire). Il fut décoré de la Croix de la Légion d’Honneur.

## Travaux
- L'Art hindou. Voyage aux Indes Orientales, Paris, 1885.

## Source
- Jean-François Klein, Un Lyonnais en Extrême-Orient : Ulysse Pila, vice-roi de l'Indochine, 1837-1909, Lyon, Éditions Lyonnaise d'Art et d'Histoire, décembre 1994, 140 p. (ISBN 978-2-84147-018-1)